# Carl Hilpert
Carl Hilpert (12 de septiembre de 1888 - 1 de febrero de 1947) fue un general alemán durante la II Guerra Mundial.

## Biografía
Cuando estalló la II Guerra Mundial en 1939, Hilpert se convirtió en jefe del estado mayor del Armeeabteilung A el 9 de septiembre de 1939 bajo el mando de Kurt von Hammerstein-Equord, quien tenía la tarea de asegurar la frontera occidental con Bélgica y los Países Bajos. Después de su disolución el 3 de octubre, el personal fue utilizado para formar el Comando de Sección de la Frontera Sur en Kraków, donde Hilpert permaneció activo, antes de asumir el puesto de jefe de Estado Mayor del 1.º Ejército a las órdenes de Erwin von Witzleben el 5 de febrero de 1940. En esta asociación Hilpert tomó parte en la Batalla de Francia y tras ser completada con éxito el 1 de octubre de 1940 fue promovido a teniente general. Como Erwin von Witzleben, había sido designado Generalfeldmarschall, ahora tomó el mando del Grupo de Ejércitos D (desde abril de 1941 también Oberbefehlshaber West) en la Francia ocupada, el 26 de octubre de 1940 Hilpert lo sucedió como el nuevo Jefe de Estado Mayor del Grupo de Ejércitos. Hilpert permaneció en este puesto por el siguiente año y medio. Después de que Witzleben fuera remplazado por Gerd von Rundstedt en abril de 1942, Hilpert fue despedido de este cargo y transferido a la reserva del Fuhrer.
El 26 de junio de 1942 Hilpert se convirtió en comandante en funciones del LIX Cuerpo de Ejército y en julio asumió el mando del XXIII Cuerpo con el que luchó contra la Operación Marte soviética. El 20 de enero de 1943 se convirtió en Comandante general del LIV Cuerpo, que estaba desplegado bajo el 18.º Ejército del Grupo de Ejércitos Norte ante Leningrado y que estuvo involucrado en duras batallas defensivas durante la Operación Iskra. En el siguiente verano de 1943 también se puso a prueba en nuevas batallas defensivas en la Ofensiva de Mga, por la que más tarde fue condecorado con la Cruz de Caballero de la Cruz de Hierro el 22 de agosto de 1943.
A partir del 31 de octubre de 1943 brevemente comandó el XXVI Cuerpo de Ejército en las afueras de Leningrado antes de asumir el mando del I Cuerpo de Ejército en el área del 16.º Ejército luchando en el área de Newel el 1 de enero de 1944. Como parte de la ofensiva soviética de invierno (Ofensiva de Leningrado-Novgorod), las tropas de Hilpert se encontraron con fuertes combates, y el propio Hilpert cayó. En julio de 1944, durante las batallas que siguieron el inicio de la ofensiva de verano Operación Bagration, Hilpert logró escapar de la Fortaleza de Polotsk en duras batallas. Por este logro recibió las hojas de roble de la Cruz de Caballero el 8 de agosto de 1944.
Durante las últimas etapas de la II Guerra Mundial, Hilpert comandaba las tropas alemanas que habían sido rodeadas por el Ejército Rojo en la bolsa de Curlandia. El 7 de mayo de 1945, Karl Dönitz, en su calidad de jefe de Estado, ordenó a Hilpert que rindiera el Grupo de Ejércitos Curlandia. Hilpert era el comandante en jefe del grupo de ejércitos. Hilpert se rindió, junto a su estado mayor, y tres divisiones del XXXVIII Cuerpo al mariscal Leonid Govorov. Hilpert envió el siguiente mensaje a sus tropas:

¡A todos los rangos! El Mariscal Govorod (sic) ha acordado un alto el fuego con inicio a las 14:00 horas del día 8 de mayo. Las tropas deben ser informadas inmediatamente. Se desplegarán banderas blancas. El comandante espera una leal implementación de la orden, de la que depende el destino de todas las tropas en Curlandia.

Fue hecho prisionero por los soviéticos y murió dos años más tarde como prisionero en Moscú el 1 de febrero de 1947.

## Condecoraciones
- Cruz de Hierro (1914) 2.ª Clase (7 de octubre de 1914) & 1.ª Clase (18 de octubre de 1916)[2]
- Broche de la Cruz de Hierro (1939) 2.ª Clase (20 de abril de 1940) & 1.ª Clase (16 de junio de 1940)[2]
- Cruz Alemana en Oro el 19 de febrero de 1943 como General der Infanterie y comandante general del XXIII Armeekorps[3]
- Cruz de Caballero de la Cruz de Hierro con Hojas de Roble
  - Cruz de Caballero el 22 de agosto de 1943 como General der Infanterie y comandante del LIV. Armeekorps[4]
  - Hojas de Roble el 8 de agosto de 1944 como General der Infanterie y comandante del I. Armeekorps[4]